# The Show Must Go On (Pink-Floyd-Lied)
The Show Must Go On ist ein Titel der britischen Rockband Pink Floyd aus dem 1979 veröffentlichten Konzeptalbum The Wall. Neben Hey You ist The Show Must Go On der einzige Titel, der nicht im Film Pink Floyd – The Wall vorkommt.

## Inhalt
Wie alle anderen Lieder aus The Wall erzählt The Show Must Go On einen Teil der Geschichte des Protagonisten Pink, der zu seinem Schutz vor emotionalen Einflüssen eine imaginäre Mauer errichtet.
Hier ist Pink auf dem Weg zum Konzert. Nach den Medikamenten, die er in Comfortably Numb verabreicht bekommen hat, beginnt er, sich merkwürdig zu fühlen.
Insgesamt ist The Show Must Go On eine Art „Sein oder Nichtsein, das ist hier die Frage“. Pink fühlt sich nicht sicher und weiß nicht, ob er wirklich auftreten kann. Schließlich ist er hinter seiner Mauer vor der Welt versteckt. Am liebsten würde er zurück nach Hause rennen, schlussendlich jedoch beschließt er, dass er auftreten muss, worauf er sich dann durch die Medikamente in In the Flesh in eine Art Diktator verwandelt.

## Musik
The Show Must Go On ist das einzige Lied auf dem gesamten Album, an dem Roger Waters nicht mitgewirkt hat.
Ursprünglich wollte Gilmour das Lied zusammen mit den Beach Boys aufnehmen, diese Idee wurde jedoch in letzter Sekunde verworfen.
Die Noten sind zum Großteil die gleichen wie in Mother und Waiting for the Worms.

## Besetzung
- David Gilmour – Gesang, Gitarre
- Nick Mason – Schlagzeug
- Richard Wright – Keyboard